# 多利尼夫齊
49°51′6″N 26°54′46″E / 49.85167°N 26.91278°E
多利尼夫齊（烏克蘭語：Долинівці）是位於烏克蘭西部的村莊，由赫梅利尼茨基州裡赫梅利尼茨基區的安東尼尼市鎮負責管轄。該村始建於1947年，面積0.81平方公里，海拔高度289米，2001年人口83，人口密度每平方公里102.5人。